# Videohra pro jednoho hráče

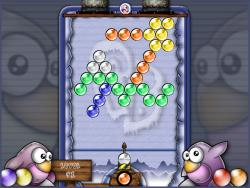
Screenshot ze hry Frozen Bubble, která je ovládána jedním hráčem

Singleplayer (česky hra pro jednoho hráče, hra jednoho hráče) je herní termín převzatý z angličtiny označující základní programovou možnost většiny videoher hrát hru, kterou ovládá jeden hráč.
Jedná se o označení hraní počítačových nebo jakýchkoliv konzolových her s umělou inteligencí, kde předměty či postavy hráčem neovládané (NPC) řídí počítač. Opakem je multiplayer. Singleplayer lze zpříjemnit tzv. kooperací.